# Pompiliodes albomarginata
Pompiliodes albomarginata är en fjärilsart som beskrevs av Druce 1884. Pompiliodes albomarginata ingår i släktet Pompiliodes och familjen björnspinnare. Inga underarter finns listade i Catalogue of Life.